# Poritia phraatica
Poritia phraatica är en fjärilsart som beskrevs av William Chapman Hewitson 1878. Poritia phraatica ingår i släktet Poritia och familjen juvelvingar. Inga underarter finns listade i Catalogue of Life.